# Oekraïne op de Olympische Winterspelen 2010

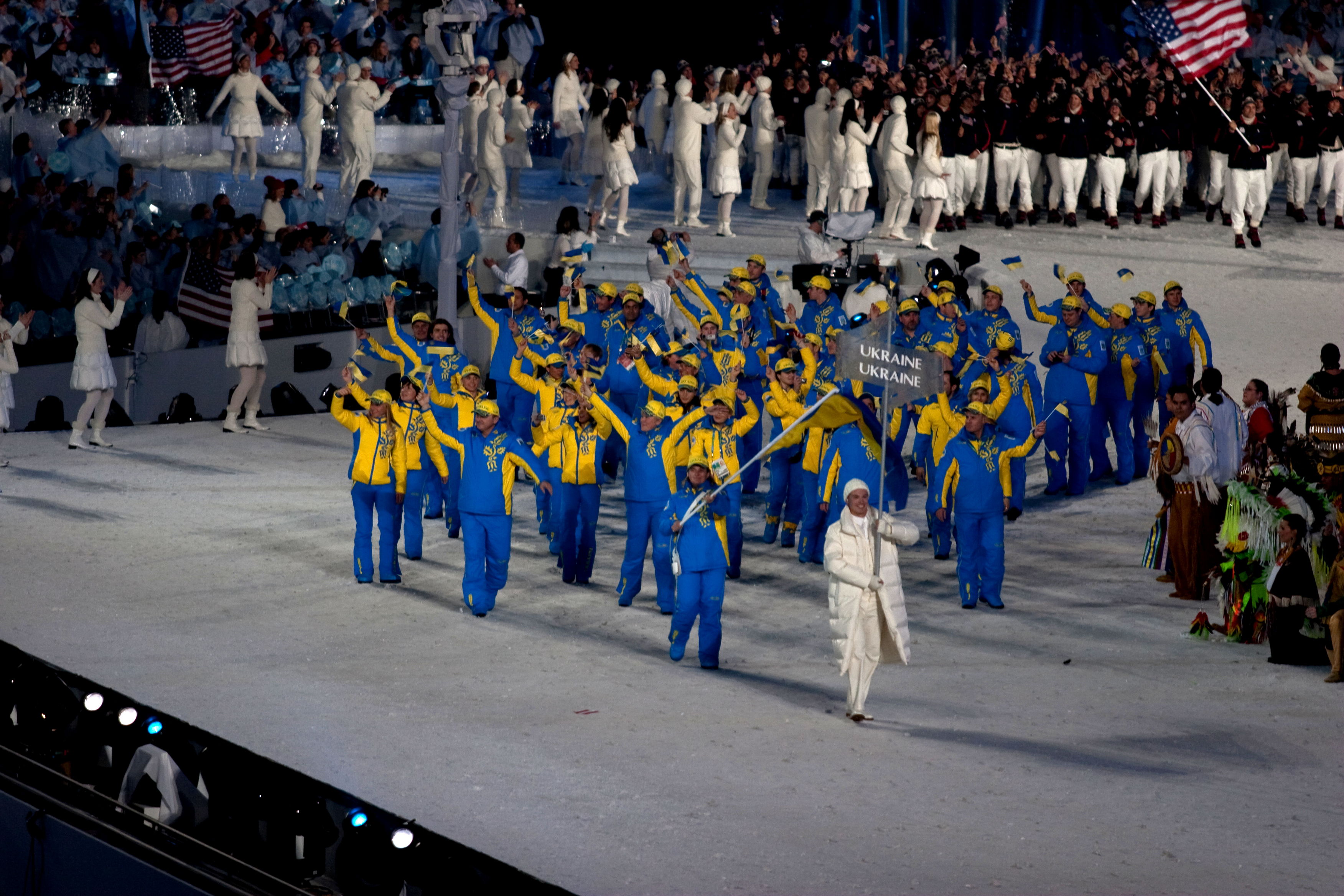
Het team van Oekraïne bij de opening

Tijdens de Olympische Winterspelen van 2010, die in Vancouver (Canada) werden gehouden, nam Oekraïne voor de vijfde keer deel aan de Winterspelen.

## Deelnemers en resultaten

### Alpineskiën
| Olympiër             | Discipline       | Resultaat | Prestatie                          |
| -------------------- | ---------------- | --------- | ---------------------------------- |
| Rostyslav Feshchuk   | Reuzenslalom (m) | 68e       | 3.02,53 (+24,70) — 1.29,79+1.32,74 |
| Rostyslav Feshchuk   | Slalom (m)       | 39e       | 1.53,79 (+14,47) — 55,35+58,44     |
|                      |                  |           |                                    |
| Anastasiya Skryabina | Reuzenslalom (v) | DSQ       | DSQ-1                              |
| Anastasiya Skryabina | Slalom (v)       | DNF       | 57,53+DNF                          |
| Anastasiya Skryabina | Super G (v)      | 34e       | 1.28,60 (+8,46)                    |
| Bogdana Matsotska    | Reuzenslalom (v) | 44e       | 2.41,98 (+14,87) — 1.23,04+1.18,94 |
| Bogdana Matsotska    | Slalom (v)       | 37e       | 1.53,00 (+10,11) — 56,46+56,54     |

### Biatlon
| Olympiër                                                                | Discipline                | Resultaat | Prestatie |
| ----------------------------------------------------------------------- | ------------------------- | --------- | --- |
| Olexander Bilanenko                                                     | 20 km individueel (m)     | 22e       | 52.00,3 (+3.37,8) pen.: 1 (0 + 1 + 0 + 0)                                                                     |
| Vyacheslav Derkach                                                      | 10 km sprint (m)          | 77e       | 28.22,9 (+4.15,1) pen.: 3 (0 + 3)                                                                             |
| Andriy Deryzemlya                                                       | 10 km sprint (m)          | 5e        | 24.48,5 (+40,7) pen.: 2 (2 + 0)                                                                               |
| Andriy Deryzemlya                                                       | 12,5 km achtervolging (m) | 26e       | 35.48,7 (+2.10,3) pen.: 6 (1 + 0 + 3 + 2)                                                                     |
| Andriy Deryzemlya                                                       | 20 km individueel (m)     | 27e       | 52.19,1 (+3.56,6) pen.: 3 (0 + 2 + 0 + 1)                                                                     |
| Andriy Deryzemlya                                                       | 15 km massastart (m)      | 26e       | 37.43,9 (+2.08,2) pen.: 5 (0 + 2 + 3 + 0)                                                                     |
| Serguei Sednev                                                          | 10 km sprint (m)          | 22e       | 25.57,2 (+1.49,4) pen.: 0 (0 + 0)                                                                             |
| Serguei Sednev                                                          | 12,5 km achtervolging (m) | 10e       | 34.50,0 (+1.11,6) pen.: 0 (0 + 0 + 0 + 0)                                                                     |
| Serguei Sednev                                                          | 20 km individueel (m)     | 68e       | 55.47,1 (+7.24,6) pen.: 4 (0 + 3 + 0 + 1)                                                                     |
| Serguei Sednev                                                          | 15 km massastart (m)      | 21e       | 37.02,8 (+1.27,1) pen.: 2 (0 + 0 + 2 + 0)                                                                     |
| Serhiy Semenov                                                          | 10 km sprint (m)          | 33e       | 26.20,5 (+2.12,7) pen.: 1 (0 + 1)                                                                             |
| Serhiy Semenov                                                          | 12,5 km achtervolging (m) | 39e       | 36.55,7 (+3.17,3) pen.: 4 (3 + 1 + 0 + 0)                                                                     |
| Serhiy Semenov                                                          | 20 km individueel (m)     | 52e       | 53.57,5 (+5.35,0) pen.: 3 (1 + 0 + 1 + 1)                                                                     |
| Olexander Bilanenko Andriy Deryzemlya Vyacheslav Derkach Serguei Sednev | 4×7,5 km estafette (m)    | 8e        | 1:24.25,1 (+2.47,0) pen.: 0 (0+1 0+3) 20.38,7 (0+0 0+1) 20.44,3 (0+1 0+1) 21.47,3 (0+0 0+0) 21.14,8 (0+0 0+1) |
|                                                                         |                           |           | |
| Oksana Khvostenko                                                       | 7,5 km sprint (v)         | 11e       | 20.38,9 (+0.43,3) pen.: 0 (0 + 0)                                                                             |
| Oksana Khvostenko                                                       | 10 km achtervolging (v)   | 22e       | 32.54,3 (+2.38,3) pen.: 1 (0 + 0 + 1 + 0)                                                                     |
| Oksana Khvostenko                                                       | 15 km individueel (v)     | 8e        | 42.38,6 (+1.45,8) pen.: 0 (0 + 0 + 0 + 0)                                                                     |
| Oksana Khvostenko                                                       | 12,5 km massastart (v)    | 29e       | 39.11,0 (+3.51,4) pen.: 3 (0 + 2 + 1 + 0)                                                                     |
| Olena Pidhrushna                                                        | 7,5 km sprint (v)         | 18e       | 20.47,3 (+0.51,7) pen.: 1 (0 + 1)                                                                             |
| Olena Pidhrushna                                                        | 10 km achtervolging (v)   | 21e       | 32.34,0 (+2.18,0) pen.: 2 (1 + 0 + 0 + 1)                                                                     |
| Olena Pidhrushna                                                        | 15 km individueel (v)     | 32e       | 44.15,9 (+3.23,1) pen.: 2 (0 + 2 + 0 + 0)                                                                     |
| Olena Pidhrushna                                                        | 12,5 km massastart (v)    | 12e       | 36.22,8 (+1.03,2) pen.: 2 (1 + 0 + 0 + 1)                                                                     |
| Valj Semerenko                                                          | 7,5 km sprint (v)         | 23e       | 21.08,3 (+1.12,7) pen.: 0 (0 + 2)                                                                             |
| Valj Semerenko                                                          | 10 km achtervolging (v)   | 23e       | 32.57,6 (+2.41,6) pen.: 3 (0 + 1 + 2 + 0)                                                                     |
| Valj Semerenko                                                          | 15 km individueel (v)     | 13e       | 42.44,5 (+1.51,7) pen.: 1 (0 + 0 + 0 + 1)                                                                     |
| Valj Semerenko                                                          | 12,5 km massastart (v)    | 19e       | 37.12,5 (+1.52,9) pen.: 3 (0 + 2 + 1 + 0)                                                                     |
| Vita Semerenko                                                          | 7,5 km sprint (v)         | 34e       | 21.42,3 (+1.46,7) pen.: 3 (0 + 3)                                                                             |
| Vita Semerenko                                                          | 10 km achtervolging (v)   | 42e       | 34.26,4 (+4.10,4) pen.: 5 (2 + 0 + 1 + 2)                                                                     |
| Vita Semerenko                                                          | 15 km individueel (v)     | 22e       | 43.30,8 (+2.38,0) pen.: 2 (1 + 0 + 0 + 1)                                                                     |
| Olena Pidhrushna Valj Semerenko Oksana Khvostenko Vita Semerenko        | 4×6 km estafette (v)      | 6e        | 1:11.08,2 (+1.31,9) pen.:0 (0+2 0+6) 17.36,9 (0+0 0+1) 17.56,3 (0+1 0+3) 17.44,7 (0+1 0+0) 17.50,3 (0+0 0+2)  |

### Freestylskiën
| Olympiër            | Discipline  | Resultaat | Prestatie                                                      |
| ------------------- | ----------- | --------- | -------------------------------------------------------------- |
| Enver Ablaev        | aerials (m) | 22e       | kwalificatie: 22e - uitgeschakeld: 189,41 ptn (88,08 + 101,33) |
| Oleksandr Abramenko | aerials (m) | 24e       | kwalificatie: 24e - uitgeschakeld: 162,56 ptn (80,53 + 82,03)  |
| Stanislav Kravchuk  | aerials (m) | 19e       | kwalificatie: 19e - uitgeschakeld: 197,39 ptn (90,93 + 106,46) |
|                     |             |           |                                                                |
| Nadiya Didenko      | aerials (v) | 13e       | kwalificatie: 13e - uitgeschakeld: 161,26 ptn (87,77 + 73,49)  |
| Olga Pulyuk         | aerials (v) | 20e       | kwalificatie: 20e - uitgeschakeld: 115,73 ptn (60,37 + 55,36)  |
| Olga Volkova        | aerials (v) | 14e       | kwalificatie: 14e - uitgeschakeld: 160,78 ptn (82,53 + 78,25)  |

### Kunstrijden
| Olympiër                             | Discipline | Resultaat | Prestatie                                                                 |
| ------------------------------------ | ---------- | --------- | ------------------------------------------------------------------------- |
| Anton Kovalevski                     | mannen     | 24e       | 165.90 (korte kür: 63.81, vrije kür: 102.90)                              |
| Tatjana Volosozjar Stanislav Morozov | paren      | 8e        | 181.78 (korte kür: 62.14, vrije kür: 119.64)                              |
| Ekaterina Kostenko Roman Talan       | paren      | 20e       | 120.98 (korte kür: 39.54, vrije kür: 81.44)                               |
| Anna Zadorozjnjoek Sergej Verbillo   | ijsdansen  | 16e       | 163.15 (verplichte dans: 33.87, originele dans: 50.02, vrije dans: 79.26) |

### Langlaufen
| Olympiër                                                                                | Discipline              | Resultaat | Prestatie                                         |
| --------------------------------------------------------------------------------------- | ----------------------- | --------- | ------------------------------------------------- |
| Roman Leybyuk                                                                           | 15 km vrije stijl (m)   | 61e       | 36.49,7 (+3.13,4)                                 |
| Roman Leybyuk                                                                           | 30 km achtervolging (m) | 41e       | 1:22.32,0 (+7.20,6)                               |
| Roman Leybyuk                                                                           | 50 km klassiek (m)      | 42e       | 2:15.19,9 (+9.44,4)                               |
| Olexandr Putsko                                                                         | 15 km vrije stijl (m)   | 62e       | 37.09,8 (+3.33,5)                                 |
| Olexandr Putsko                                                                         | 30 km achtervolging (m) | 52e       | 1:24.47,1 (+9.35,7)                               |
|                                                                                         |                         |           |                                                   |
| Maryna Antsybor                                                                         | 10 km vrije stijl (v)   | 37e       | 27.07,4 (+2.09,0)                                 |
| Maryna Antsybor                                                                         | 15 km achtervolging (v) | dnf       | niet gefinisht                                    |
| Kateryna Grygorenko                                                                     | 10 km vrije stijl (v)   | 46e       | 27.29,7 (+2.31,3)                                 |
| Kateryna Grygorenko                                                                     | 30 km klassiek (v)      | 27e       | 1:35.11,4 (+4.37,7)                               |
| Vita Jakimchk                                                                           | 15 km achtervolging (v) | 46e       | 44.24,8 (+4.26,7)                                 |
| Lada Nesterenko                                                                         | 10 km vrije stijl (v)   | 57e       | 28.06,4 (+3.08,0)                                 |
| Lada Nesterenko                                                                         | 30 km klassiek (v)      | 44e       | 1:41.40,1(+11.06,4)                               |
| Valentina Sjevtsjenko                                                                   | 10 km vrije stijl (v)   | 9e        | 25.51,1 (+52,7)                                   |
| Valentina Sjevtsjenko                                                                   | 15 km achtervolging (v) | 14e       | 41.58,7 (+2.00,6)                                 |
| Valentina Sjevtsjenko                                                                   | 30 km klassiek (v)      | dnf       | niet gefinisht                                    |
| Tatjana Zavalij                                                                         | 15 km achtervolging (v) | 31e       | 42.50,7 (+2.52,6)                                 |
| Tatjana Zavalij                                                                         | 30 km klassiek (v)      | 22e       | 1:34.32,3 (+3.58,6)                               |
| Kateryna Grygorenko Maryna Antsybor                                                     | teamsprint (v)          | HF        | halve finale-1: 19.55,6 (8e)                      |
| Team Oekraïne Tatjana Zavalij Kateryna Grygorenko Maryna Antsybor Valentina Sjevtsjenko | 4× 5 km (v)             | 14e       | 59.25,7 (+4.06,2) 15.38,1 16.16,7 13.34,2 13.56,7 |

### Noordse combinatie
| Olympiër          | Discipline                   | Resultaat | Prestatie                                                        |
| ----------------- | ---------------------------- | --------- | ---------------------------------------------------------------- |
| Volodymyr Trachuk | gundersen normale schans (m) | 41e       | schansspringen: 85,5 m - 89,0 p (45e + 3.06) langlaufen: 29.24,4 |
| Volodymyr Trachuk | gundersen grote schans (m)   | 42e       | schansspringen: 99,5 m - 68,8p (43e + 3.53) langlaufen: 30.18,2  |

### Rodelen
| Olympiër                    | Discipline | Resultaat | Prestatie                                    |
| --------------------------- | ---------- | --------- | -------------------------------------------- |
| Natalya Yakuchenko          | vrouwen    | 11e       | 2.48,086 (42,119 / 41,809 / 42,132 / 42,026) |
| Liliya Ludan                | vrouwen    | 19e       | 2.49,455 (42,312 / 42,302 / 42,477 / 42,364) |
|                             |            |           |                                              |
| Andriy Kis Yuriy Hayduk     | dubbel     | 16e       | 1.24,355 (42,219 / 42,136)                   |
| Taras Senkiv Roman Zaharkiv | dubbel     | 19e       | 1.25,362 (42,767 / 42,595)                   |

### Schansspringen
| Olympiër             | Discipline              | Resultaat | Prestatie                                                    |
| -------------------- | ----------------------- | --------- | ------------------------------------------------------------ |
| Volodymyr Boshchuk   | normale schans ind. (m) | 50e       | 91,5 p. (87,5 m en dnq) kwalificatie 23e — 120,5 p. (99,0 m) |
| Volodymyr Boshchuk   | grote schans ind. (m)   | 57e       | kwalificatie: 47e — uitgeschakeld: 81,1 p. (109,5 m)         |
| Oleksandr Lazarovych | normale schans ind. (m) | 58e       | kwalificatie: 48e — uitgeschakeld: 100 p. (90,5 m)           |
| Oleksandr Lazarovych | grote schans ind. (m)   | 53e       | kwalificatie: 43e — uitgeschakeld: 94,2 p. (116,5 m)         |
| Vitalij Sjoembarets  | normale schans ind. (m) | 45e       | 104,5 p. (92,0 m en dnq) kwalificatie 37e — 112 p. (95,5 m)  |
| Vitalij Sjoembarets  | grote schans ind. (m)   | 60e       | kwalificatie: 50e — uitgeschakeld: 65,6 p. (102 m)           |

dnq: niet geplaatst voor de tweede ronde

### Snowboarden
| Olympiër         | Discipline               | Resultaat | Prestatie                                                                                      |
| ---------------- | ------------------------ | --------- | ---------------------------------------------------------------------------------------------- |
| Yosyf Penyak     | parallelreuzenslalom (m) | 22e       | kwalificatie: 22e (1.21,01) - uitgeschakeld                                                    |
|                  |                          |           |                                                                                                |
| Annamari Chundak | parallelreuzenslalom (v) | 16e       | kwalificatie: 16e (1.25,44) achtste finale: verloren van Marion Kreiner ( AUT) - uitgeschakeld |

Albanië · Algerije · Andorra · Argentinië · Armenië · Australië · Azerbeidzjan · België · Bermuda · Bosnië en Herzegovina · Brazilië · Bulgarije · Canada · Chili · China · Chinees Taipei · Colombia · Cyprus · Denemarken · Duitsland · Estland · Ethiopië · Finland · Frankrijk · Georgië · Ghana · Griekenland · Groot-Brittannië · Hongarije · Hongkong · Ierland · IJsland · India · Iran · Israël · Italië · Jamaica · Japan · Kaaimaneilanden · Kazachstan · Kirgizië · Kroatië · Letland · Libanon · Liechtenstein · Litouwen · Macedonië · Marokko · Mexico · Moldavië · Monaco · Mongolië · Montenegro · Nederland · Nepal · Nieuw-Zeeland · Noord-Korea · Noorwegen · Oekraïne · Oezbekistan · Oostenrijk · Pakistan · Peru · Polen · Portugal · Roemenië · Rusland · San Marino · Senegal · Servië · Slovenië · Slowakije · Spanje · Tadzjikistan · Tsjechië · Turkije · Verenigde Staten · Wit-Rusland · Zuid-Afrika · Zuid-Korea · Zweden · Zwitserland